# Oedignatha affinis
Oedignatha affinis là một loài nhện trong họ Corinnidae.
Loài này thuộc chi Oedignatha. Oedignatha affinis được Eugène Simon miêu tả năm 1897.